# 帕金 (阿肯色州)
帕金（英語：Parkin）是一個位於美國阿肯色州克羅斯縣的城市。

## 地理
帕金的座標為35°15′55″N 90°33′18″W / 35.26528°N 90.55500°W，而該地的平均海拔高度為63米（即207英尺）。

## 人口
根據2020年美國人口普查的數據，帕金的面積為6.70平方千米，當中陸地面積為6.62平方千米，而水域面積為0.08平方千米。當地共有人口794人，而人口密度為每平方千米118人。